# David Unterberger
David Unterberger (Bad Ischl, 28. rujna 1988.) austrijski je skijaš skakač.
Pobjednik je Kontinentalnog kupa u sezoni 2009./2010. koja mu i nije počela najbolje. Na prvim natjecanjima u Rovaniemiu bio je tek 64. i 33., ali nakon toga pobijedio je 6 puta i osvojio još tri druga i tri treća mjesta. U Svjetskom kupu nastupio je u Bischofshofenu za vrijeme Novogodišnje turneje, ali je bio tek 40., iako je svojim nastupima u Kontinentalnom kupu sigurno zaslužio barem koji bod i u najjačem rangu natjecanja.